# Dmitrij Charin
Dmitrij Wiktorowicz Charin (ros. Дмитрий Викторович Харин, ur. 16 sierpnia 1968 w Moskwie) – rosyjski piłkarz, grający na pozycji bramkarza, reprezentant Związku Radzieckiego, WNP i Rosji.
Jeszcze jako junior zadebiutował w drużynie Torpeda Moskwa, z którym w 1986 zdobył Puchar ZSRR. Od 1988 był zawodnikiem Dinama Moskwa. W tym samym roku wraz z olimpijską reprezentacją ZSRR wywalczył złoty medal na Igrzyskach w Seulu, a następnie zadebiutował w pierwszej reprezentacji. Rywalizację o miejsce w bramce Sbornej przegrywał jednak z innymi, bardziej doświadczonymi zawodnikami (m.in. Rinatem Dasajewem). Pierwszym bramkarzem reprezentacji został dopiero w 1992 jako zawodnik innego moskiewskiego klubu – CSKA, z którym w 1991 zdobył ostatnie w historii Mistrzostwo ZSRR.
W grudniu 1992 został zawodnikiem angielskiego klubu Chelsea Przez kilka sezonów był pierwszym bramkarzem londyńskiej drużyny, jednak później stracił miejsce w składzie na rzecz Holendra Eda de Goeya i w 1999 na zasadzie wolnego transferu przeszedł do Celticu Tam jednak, m.in. z powodu kontuzji, również nie mógł wywalczyć miejsca w składzie. W 2003 przez pewien czas był zawodnikiem pozaligowego klubu Hornchurch F.C., a następnie zakończył karierę. Największe sukcesy klubowe odnosił jako zawodnik Chelsea – w 1997 zdobył Puchar Anglii, a w 1998 Puchar Ligi i Puchar Zdobywców Pucharów.
Odnosił również sukcesy jako zawodnik reprezentacji ZSRR. Poza złotym medalem olimpijskim zdobył także Mistrzostwo Europy juniorów w 1987 i Młodzieżowe Mistrzostwo Europy w 1990. W dorosłej reprezentacji ZSRR (w 1992 występującej jako drużyna Wspólnoty Niepodległych Państw) rozegrał 15 meczów. Uczestniczył w mistrzostwach Europy w 1992 w Szwecji. W reprezentacji Rosji, w latach 1993–1998, rozegrał zaś 23 mecze. Brał udział w mistrzostwach świata w USA w 1994 i mistrzostwach Europy w Anglii w 1996. Po zakończeniu kariery piłkarskiej został trenerem. Ostatnio pracował jako opiekun bramkarzy w Luton Town F.C.